# Roksana Wers
Roksana Wers z d. Brzóska (ur. 2 września 1993 r. w Sierakowie) – polska siatkarka, grająca na pozycji przyjmującej.

## Przebieg kariery
Pochodząca z położonej w zachodniej Wielkopolsce wsi Charcice Wers w czasie edukacji szkolnej uprawiała liczne dyscypliny sportu: lekkoatletykę, piłkę nożną, siatkową czy koszykówkę. Niemniej poważne treningi siatkarskie rozpoczęła dość późno, bo dopiero w 2008 roku, w trzeciej klasie gimnazjum, kiedy trafiła do poznańskiego Zespołu Szkół Mistrzostwa Sportowego. Barwy tamtejszego UKS-u reprezentowała zarówno wśród juniorek, jak i seniorek (III liga wielkopolska). W sezonie 2011–2012 przebywała na wypożyczeniu w drugoligowym Sokole Mogilno, wciąż reprezentując barwy UKS ZSMS Poznań w rozgrywkach młodzieżowych, jednocześnie pełniąc funkcję kapitana w drużynie poznańskich juniorek.
Latem 2012 roku – mając niespełna 19 lat – przeniosła się do zespołu beniaminka I ligi, Budowlanych Toruń. W ekipie z Torunia spędziła trzy sezony, dwukrotnie awansując do półfinału rozgrywek.
W 2015 roku trafiła do ekstraklasowego zespołu AZS-u KSZO Ostrowiec Świętokrzyski. W swoim debiutanckim sezonie w najwyższej klasie rozgrywkowej Wers wystąpiła we wszystkich 28 spotkaniach swojej drużyny, zdobywając łącznie 201 punktów i notując średnio 3,1 seta na mecz. Niemniej siatkarki z Ostrowca po wygraniu zaledwie dwóch meczów w fazie zasadniczej i przegranych meczach fazy pucharowej zajęły w końcowym rozrachunku ostatnie, 12. miejsce. Kolejny sezon w wykonaniu drużyny z Ostrowca także nie był udany. Choć w porównaniu do wcześniejszego roku wychowanka poznańskiego SMS-u w większej mierze odpowiadała za ofensywę KSZO, poprawiła swoje statystyki (odpowiednio większa średnia liczba ataków i punktów w meczu), to jednak ostrowczanki raz jeszcze okazały się najsłabsze w siatkarskiej ekstraklasie. W sezonie 2017/2018 była zawodniczką Polskiego Cukru Muszynianki. Od sezonu 2018/2019 występuje w drużynie Volleyball Wrocław.
W marcu 2017 roku Brzóska znalazła się w szerokim, liczącym aż 43 zawodniczki składzie seniorskiej reprezentacji Polski na sezon 2017.